# Březí (Moravia meridionale)
Březí (in tedesco Bratelsbrunn) è un comune della Repubblica Ceca facente parte del distretto di Břeclav, in Moravia Meridionale.